# Phacodes personatus
Phacodes personatus là một loài bọ cánh cứng trong họ Cerambycidae.

## Hình ảnh

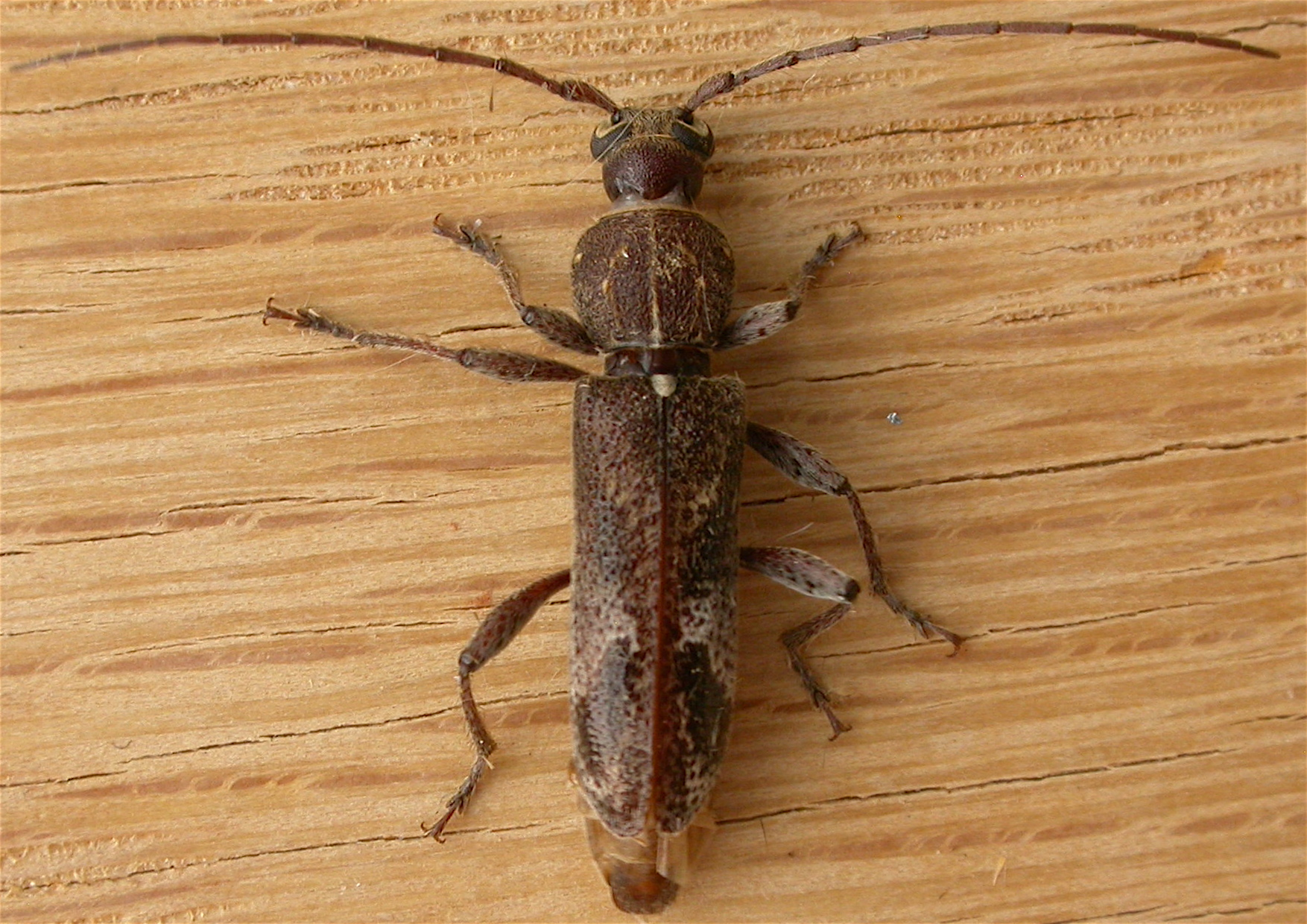